# Doi oameni perfecți
Doi oameni perfecți (în engleză Flawless) este un film american din 1999, regizat de Joel Schumacher după propriul scenariu. Rolurile principale sunt interpretate de Robert De Niro și Philip Seymour Hoffman; în alte roluri joacă Daphne Rubin-Vega și Wilson Jermaine Heredia, ambele au apărut (ca Mimi și respectiv Angel) în producția originală a muzicalului Rent de pe Broadway.

## Rezumat
Walter Koontz (Robert De Niro) este un ofițer de la Departamentul de Poliție din New York, un "erou local" foarte decorat care locuiește într-un complex de apartamente din centrul orasului. În ciuda faptului că locuiește în clădire alături de travestiți, pe care-i urăște, el tinde să-și păstreze un stil de viață prorpiu, cinând și dansând cu femei frumoase, față de care de dovedește generos. Într-o noapte, el aude focuri de armă la etaj și în timp ce urcă pe scări pentru a ajuta suferă un accident vascular cerebral. El se trezește cu partea dreaptă a corpului său paralizată ceea ce-l face să se miște și să vorbească cu greutate.
El suferă o lovitură masivă pentru ego-ul său, iar lui Walter îi este rușine să fie văzut în public într-un astfel de mod. Rusty (Philip Seymour Hoffman) este unul dintre vecinii travestiți ai lui Walter și cei doi se înjură în mod constant din cauza stilurilor de viață diferite. Rusty are dorința de a face o operație de schimbare de sex, dar nu are bani pentru acest lucru. Când Walter vine la Rusty pentru a lua lecții de canto cu scopul de a-și îmbunătăți vorbirea greoaie, după o relație inițială inconfortabilă, cei doi încep să devină prieteni. Walter începe să câștige încredere și face eforturi pentru a reveni la o viață normală. Cu toate acestea, prietenia lor este afectată atunci când Rusty îi arată lui Walter că ascunsese bani în corpul manechinului său, aceștia fiind suficienți pentru a plăti pentru operația sa. Când Walter îl întreabă pe Rusty cum a obținut banii, Rusty îi spune că i-a furat de la un traficant de droguri, care era, de asemenea, responsabil pentru atacul de noaptea în care Walter a avut accidentul cerebral. Indignat de aceasta, Walter devine furios pe Rusty.
Într-o noapte, după întoarcerea de la un concurs de frumusețe pentru travestiți numit "Flawless", Rusty este acostat de criminalii care s-au strecurat în apartamentul său pentru a găsi banii furați. Walter aude agitația și merge să-i salveze viața lui Rusty. Rusty se blochează în dormitor și atunci când Walter intră, criminalii își îndreaptă atenția către el, determinându-l pe Rusty să-i întoarcă favoarea. În luptă, Walter este împușcat de criminali, dar cei doi reușesc până la urmă să-i învingă. În timp ce urca în ambulanță cu Walter, Rusty le dă paramedicilor banii furați pentru a se asigura că Walter va fi în regulă. Perechea își reaprinde din nou prietenia lor, punând deoparte diferențele lor personale.

## Distribuție
- Robert De Niro - Walter Koontz
- Philip Seymour Hoffman - Rusty
- Barry Miller - Leonard Wilcox
- Chris Bauer - Jacko
- Wilson Jermaine Heredia - Cha-Cha
- Daphne Rubin-Vega - Tia
- Rory Cochrane - Pogo
- Jude Ciccolella - detectivul Noonan
- Mina Bern - doamna Spivak
- Penny Balfour - Cristal
- Victor Rasuk (necreditat) - băiatul din cartier

## Soundtrack
1. "Planet Love" – Taylor Dayne  (Allee Willis; Bruce Roberts)
2. "Half-Breed" – Cher (Al Capps; Mary Dean)
3. "Lady Marmalade" (Live) – Patti LaBelle (Bob Crewe; Kenny Nolan)
4. "When the Money's Gone" – Bruce Roberts (Bruce Roberts; Donna Weiss)
5. "G.A.Y." – Geri Halliwell (Geri Halliwell; Watkins; Wilson)
6. "When Will You Learn" – Boy George (G. O'Dowd; John Themis; Mike Koglin)
7. "La Chica Marita" – Marcus Schenkenberg (J. Beauvoir; T. Catania)
8. "Turn Me Over" – Wonderbox (Monica Murphy)
9. "Lady Marmalade" – All Saints (Bob Crewe; Kenny Nolan)
10. "Sidewalk Talk" – Madonna & John Benitez (Madonna)
11. "Can't Stop Love" – Soul Solution (Bobby Guy; Ernie Lake)
12. "Give It to Me" – Drama Kidz (Danny Sullivan; E. Holterhoff; Jellybean)
13. "The Name Game" – Shirley Ellis (Lincoln Chase; Shirley Ellis)
14. "Whenever You Fall" – Taylor Dayne (Taylor Dayne; B.G. Craziose; Ernie Lake; Janice Robinson)
15. "The Neighborhood" – Bruce Roberts; Gohl; Sarah McLachlan (Bruce Roberts)
16. "Tia's Tango" – Bruce Roberts; Gohl; Sarah McLachlan (Bruce Roberts)
17. "Luciano" – Bruce Roberts; Gohl; Sarah McLachlan (Bruce Roberts)